# Ben Pimlott

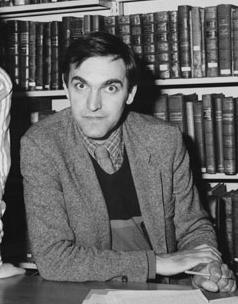
Ben Pimlott (1984)

Benjamin „Ben“ John Pimlott (* 4. Juli 1945 in London; † 10. April 2004 ebenda) war ein britischer Historiker, der insbesondere durch seine Biografien bekannt wurde.

## Leben
Nach dem Besuch des Marlborough College studierte er am Worcester College der University of Oxford.
Mitte der 1970er Jahre begann er seine schriftstellerische Laufbahn als Verfasser von Biografien sowie von Fachbüchern zur britischen Politik. Er konzentrierte sich vor allem auf die Labour Party und schrieb hochgelobte Biografien über Hugh Dalton und Harold Wilson, dazu schrieb er eine umfangreiche Biografie über Queen Elisabeth II. Für die Biografie des Labour-Politikers und Schatzkanzlers Hugh Dalton erhielt er 1985 den Whitbread Book Award für die beste Biografie.
Seine Versuche, als Politiker Fuß zu fassen, scheiterten; bei den Unterhauswahlen im Februar und Oktober 1974 verlor er jeweils. Bei den britischen Unterhauswahlen 1979 unterlag er erneut. Danach nahm er einen Posten an der London School of Economics and Political Science an, von der er 1981 an das Birkbeck College wechselte, wo er eine Dozentenstelle bekleidete. Von 1987 bis 1988 war er zudem politischer Redakteur der Wochenzeitung New Statesman. 1996 wurde er zum Mitglied der British Academy gewählt. Pimlott starb 2004 an Leukämie.
Zu seinen bekanntesten Veröffentlichungen gehören:
- Labour and the Left in the 1930's (1977)
- Hugh Dalton (1985)
- The Media in British Politics (1987)
- Harold Wilson (1992)
- The Queen. A Biography of Queen Elizabeth II (1996).